# Der Tod eines Radfahrers
Der Tod eines Radfahrers (Originaltitel Muerte de un ciclista) ist ein in Schwarzweiß gedrehtes spanisches Filmdrama von Juan Antonio Bardem aus dem Jahr 1955. Der Film zählt zu den frühen Vertretern des jungen, francokritischen spanischen Kinos und wurde als einer der ersten seines Landes in Cannes ausgezeichnet.

## Handlung
María, Mitglied der oberen Madrider Gesellschaftsschicht, und ihr Liebhaber Juan, ein Universitätsprofessor, fahren aus Unachtsamkeit mit ihrem Wagen einen Radfahrer an. Weil sie fürchten, dass ihre Affäre bekannt werden könnte, begehen sie Fahrerflucht. Später erfährt Juan aus der Zeitung, dass das Unfallopfer seinen Verletzungen erlegen ist. Abgelenkt von der Neuigkeit, verschuldet Juan die nicht bestandene Prüfung der Studentin Matilde. Während es zu Protesten von Studenten kommt, die Juans Absetzung fordern, und María von dem Emporkömmling Rafa, der eine Verbindung zwischen ihr, Juan und dem Unfall erahnt, erpresst wird, beginnt Juan das schlechte Gewissen zu plagen. Er sucht, ohne sich zu erkennen zu geben, den im Arbeiterviertel liegenden Wohnblock auf, in dem der getötete Radfahrer lebte, und versucht sich mit Matilde auszusöhnen. Gemeinsam fahren María und Juan noch einmal zum Unfallort, der einst auch ein blutiger Schauplatz des Spanischen Bürgerkriegs war. Juan versucht María zu überreden, sich zusammen mit ihm der Polizei zu stellen, wogegen sie mit ihrem Mann Miguel ins Ausland gehen will. María tötet Juan und wird auf der Rückfahrt in die Stadt selbst Opfer eines Verkehrsunfalls.

## Hintergrund
Der Tod eines Radfahrers wurde im Rahmen der Internationalen Filmfestspiele von Cannes 1955 uraufgeführt. Regisseur Bardem war im gleichen Jahr Mitglied der Jury. In Spanien war der Film vorübergehend verboten, konnte aber schließlich in den dortigen Kinos gezeigt werden. Am 19. September 1958 startete der Film in der DDR, am 9. Oktober 1959 in der Bundesrepublik Deutschland.

## Kritik
„Juan Antonio Bardem, spanischer Vorläufer der ‚Neuen Welle‘, führt an einem melodramatischen Einzelfall – Unfall mit tödlichen Ausgang, Fahrerflucht und Mord – das Verhalten einer ganzen Klasse vor: der High Society von Madrid. Ihm gelang ein sinnfälliger Film, obgleich er sich gewalttätige Kamera-Einstellungen, grelle szenische Kontraste und schockierende Schnitte nicht versagte.“

„Eine Fahrerflucht eines Paares wird zur grundsätzlichen Flucht aus der Verantwortung und offenbart eine tiefe Verstrickung in soziale Schuld, die immerfort neues Unrecht hervorbringt. Die angstvollen Folgen geben das Gerüst ab für scharf ausgeleuchtete Charakterstudien, die unter anderem eine verschlüsselte Gesellschaftskritik am Spanien Francos enthalten. Ein mutiger Film mit Gewissensernst und hohem gedanklichem Niveau.“

## Auszeichnungen
- 1955: FIPRESCI-Preis an Juan Antonio Bardem im Rahmen der Internationalen Filmfestspiele von Cannes 1955